# 犬牙南極魚屬
犬牙南極魚屬（Dissostichus）是南極魚科下的一個屬，其下生物體長可達2米，重達200千克，可食用。

## 種
該屬共有兩個種：
- Dissostichus eleginoides Smitt, 1898
- Dissostichus mawsoni Norman, 1937

這兩個種常被當做鱈魚來售賣，1977年一名叫做李·蘭茨（Lee Lantz）的魚商將小鱗犬牙南極魚當做“Chilean sea bass”（智利海鱸魚）銷售，1994年美國FDA認可此名稱。